# ایرینا آنتوننکو
ایرینا آنتوننکو (روسی: Ири́на И́горевна Анто́ненко؛ زادهٔ ۱ سپتامبر ۱۹۹۱) یک مانکن (فرد) اهل روسیه است.